# 금동관음보살입상 (국보 제128호)
금동관음보살입상(金銅觀音菩薩立像)은 충청남도 공주에서 출토되었다고 전해지며 백제시대의 양식을 잘 보여주는 자그마한 보살입상으로 높이 15.2cm이다. 1968년 12월 9일 대한민국의 국보 제128호로 지정되었다.

## 개요
충청남도 공주에서 출토되었다고 전해지며 백제시대의 양식을 잘 보여주는 자그마한 보살입상으로 높이 15.2cm이다.
머리에는 꽃무늬로 장식한 반원 모양의 관(冠)을 썼고 그 위에는 상투 모양의 머리(육계)가 높이 표현되어 있으며, 사각형에 가까운 얼굴은 미소가 없어 근엄한 표정이다. 몸에 밀착된 얇은 옷은 신체의 굴곡을 잘 드러내주지만 옷주름은 선이 분명하지 않다. 어깨에서 몸의 가장자리를 따라 내려오는 구슬 장식은 배 부근에서 X자형으로 교차되어 다리 위에 장식되었고, 배 한가운데에 둥근 꽃무늬 고리를 달고 있다. 이것은 중국의 옛 방식을 따르고 있는 것으로 우리나라의 삼국시대 금동불상에서도 나타난다. 오른손은 내려서 옷자락을 잡고 있고, 왼손에는 큼직한 정병(淨甁)을 들고 있어 관음보살을 표현하고 있는 것으로 추정된다.
6각형의 대좌(臺座)에는 엎어 놓은 연꽃무늬가 새겨지고, 그 위에 활짝 핀 연꽃무늬를 새긴 대석을 올려 놓은 모습인데, 잎이 넓고 부드러운 연꽃잎은 백제시대 특유의 양식을 잘 보여준다.
보살상 전체에 녹이 많으나 아직도 금색이 찬연하며 백제 불상 특유의 유연함을 보여주고 있다.

## 같이 보기
- 금동관음보살입상 (보물 제927호)
- 부여 규암리 금동관음보살입상 (국보 제293호)

## 참고자료
- 금동관음보살입상 - 국가유산청 국가유산포털